# Каягога-Фолс (Огайо)
Каягога (англ. Cuyahoga Falls) — місто (англ. city) в США, в окрузі Самміт штату Огайо. Населення — 51 114 особи (2020).

## Географія
Каягога розташована за координатами 41°10′58″ пн. ш. 81°33′11″ зх. д. / 41.18278° пн. ш. 81.55306° зх. д. (41.182881, -81.553008).  За даними Бюро перепису населення США в 2010 році місто мало площу 66,68 км², з яких 66,43 км² — суходіл та 0,26 км² — водойми.

## Демографія
Згідно з переписом 2010 року, у місті мешкали 49 652 особи в 22 250 домогосподарствах у складі 12 693 родин. Густота населення становила 745 осіб/км².  Було 23859 помешкань (358/км²).
Расовий склад населення:
| - 93,4 % — білих - 3,3 % — чорних або афроамериканців - 1,2 % — азіатів - 0,2 % — корінних американців |

До двох чи більше рас належало 1,6 %. Частка іспаномовних становила 1,4 % від усіх жителів.
За віковим діапазоном населення розподілялося таким чином: 20,9 % — особи молодші 18 років, 63,8 % — особи у віці 18—64 років, 15,3 % — особи у віці 65 років та старші. Медіана віку мешканця становила 39,4 року. На 100 осіб жіночої статі у місті припадало 89,7 чоловіків;  на 100 жінок у віці від 18 років та старших — 87,6 чоловіків також старших 18 років.
Середній дохід на одне домашнє господарство  становив 60 036 доларів США (медіана — 50 832), а середній дохід на одну сім'ю — 72 620 доларів (медіана — 61 766). Медіана доходів становила 47 396 доларів для чоловіків та 37 048 доларів для жінок. За межею бідності перебувало 12,3 % осіб, у тому числі 16,6 % дітей у віці до 18 років та 8,2 % осіб у віці 65 років та старших.
Цивільне працевлаштоване населення становило 25 257 осіб. Основні галузі зайнятості: освіта, охорона здоров'я та соціальна допомога — 24,0 %, виробництво — 15,3 %, роздрібна торгівля — 13,5 %.